# Марович, Урош
Урош Марович (серб. Uroš Marović; 4 июля 1946, Белград, Федеративная Народная Республика Югославия — 23 января 2014, Белград, Сербия) — югославский ватерполист, чемпион летних Олимпийских игр в Мехико (1968).

## Спортивная карьера
Начал ватерпольную карьеру в Сплите, затем перешёл в белградский «Партизан», в составе которого добился наибольших достижений. За сборную Югославии провел 203 матча и забил 198 голов. На летних Играх в Мехико (1968) стал олимпийским чемпионом, после победы югославов в финале над сборной СССП со счетом 13:11. Дважды становился бронзовым призёром чемпионатов Европы — в Барселоне (1970) и в Вене (1974).
На своих второй и третьей Олимпиаде, в Мюнхене (1972) и Мельбурне (1976)  в составе ватерпольной сборной Югославии занимал пятое место.
По окончании спортивной карьеры стал спортивным функционером, избирался и. о. президента федерации водного поло. Сербии и Черногории, вице-президентом и и. о. президента федерации водного поло Сербии.